# Rinorea bengalensis
Rinorea bengalensis (Wall.) Kuntze – gatunek roślin z rodziny fiołkowatych (Violaceae). Występuje naturalnie w Indiach (wliczając Asam, Arunachal Pradesh oraz Andamany i Nikobary), na Sri Lance, w Bangladeszu, Mjanmie, Tajlandii, Chinach (w prowincjach Kuangsi i Hajnan), Laosie, Wietnamie, Kambodży, Malezji, Indonezji (w Kalimantanie, na Sumatrze, Jawie, Celebesie, Małych Wyspach Sundajskich i Molukach), Australii (w stanie Queensland), na Nowej Gwinei, Wyspach Salomona, Filipinach oraz Karolinach.

## Morfologia
PokrójZimozielone drzewo lub krzew. Dorasta do 1–5 m wysokości.
LiścieBlaszka liściowa ma eliptyczny lub eliptycznie lancetowaty kształt. Mierzy 5–12 cm długości oraz 1,5–6 cm szerokości, jest niemal całobrzega lub ząbkowana na brzegu, ma klinową nasadę i spiczasty wierzchołek. Ogonek liściowy jest nagi i ma 5–12 mm długości. Przylistki są trójkątne, smukłe, brązowe, z wyraźnym żłobieniem, osiągają 8–16 mm długości.
KwiatyZebrane w gronach wyrastających bezpośrednio na gałęziach i pniu (kaulifloria). Mają działki kielicha o lancetowatym kształcie i dorastające do 2 mm długości. Płatki są owalnie podługowate, często zakrzywione w kształcie litery S, mają białą barwę oraz 2–5 mm długości. Zalążnia jest czasami owłosiona, z 3 zalążkami. Słupek jest nagi.
OwoceTorebki o niemal kulistym kształcie. W owocu są 3 kuliste nasiona, mają żółtobrązową barwę z fioletowymi plamkami na całej powierzchni, osiągają 3–7,5 mm średnicy.

## Biologia i ekologia
Rośnie w lasach i zaroślach.